# 손정룡
손정룡(孫定龍, 일본식 이름: 平川龍次郞히라카와 류지로, 1895년 ~ ?)은 일제강점기의 관료, 기업인, 언론인, 공작원으로, 본적은 평안남도 순천군이다. 국자가조선인거류민회 이사와 연길조선인민회 회장 재직 시절 연길 지역 조선인 사회에 대한 일본 영사관의 통제를 강화했으며 일제의 만주 지배와 식민 통치, 항일 무장 세력 탄압에 적극 협력했다.

## 생애
1920년 동아일보 국자가(局子街, 연길(延吉, 옌지))지국장으로 근무했고 1920년 11월부터 1928년까지 국자가조선인거류민회 이사를 역임하면서부터 간도 지역 유지로 성장했다. 1923년 간도교육협회 집행위원, 1928년 국자가무역주식회사 지배인을 역임했고 1935년 1월 25일부터 1936년까지 연길조선인민회 회장을 역임했다. 1939년 12월 중등학교설치운동 중앙연락위원을 역임했다. 1940년 연길금융회 회장(1940년 1월 20일)과 연길축산조합장(1940년 4월)을 역임했고 1941년 연길상공공회 부회장, 흥아청년구락부 상담역(1941년 2월 11일), 간도창고주식회사 취체역 사장(1941년 3월 18일)을 역임했다.
1940년 1월 10일 간도성민대회(間島省民大會) 결성에 참여하여 항일 무장 세력 탄압을 결의했다. 1940년 10월 30일부터 1940년 12월 20일 해체될 때까지 동남지구특별공작후원회(東南地區特別工作後援會) 연길지부장을 역임하는 동안 항일 무장 세력 탄압 후원금을 징수하고 항일 무장 세력에 대해 투항할 것을 촉구하는 내용의 선전물을 배포했다.
1940년 간도특설대 후원 차원에서 위문금과 대원 모집 운동에 참여했다. 1941년 12월 30일부터 1942년 2월 8일까지 간도애국기헌납위원회(間島愛國機獻納委員會) 위원장을 역임했으며 일본군에 군용기 3대를 헌납하는 데에 주도적인 역할을 했다. 1941년 7월 7일 만주국 정부로부터 국세 조사 기념장을 받았다.
친일반민족행위진상규명위원회가 발표한 친일반민족행위 705인 명단에 포함되었다.

## 참고자료
- 친일반민족행위진상규명위원회 (2009). 〈손정룡〉. 《친일반민족행위진상규명 보고서 Ⅳ-8》. 서울. 575~601쪽.